# Arbaa Ait Ahmed
Arbaa Ait Ahmed (franska: Arbaa Ait Ahmed (CR), Arbaa Ait Ahmed (Commune Rurale), arabiska: انزي) är en kommun i Marocko.   Den ligger i provinsen Tiznit och regionen Souss-Massa, i den centrala delen av landet, 500 km söder om huvudstaden Rabat. Antalet invånare är 8 172.